# Kevin Zegers
Kevin Joseph Zegers (Woodstock, 19 settembre 1984) è un attore canadese.

## Biografia
Kevin è nato in Canada a Woodstock, Ontario, da Jim Zegers, un minatore, e da sua moglie Mary Ellen, una maestra. Ha due sorelle, Krista e Katie, entrambe attrici e la sua famiglia è di origine olandese.
La sua carriera inizia quando aveva 6 anni, apparendo in trenta spot televisivi. La sua prima apparizione in un film è all'età di 7 anni, in Cercasi superstar. Recita molti altri ruoli in diverse serie televisive: X Files, nel quale fa la parte di un bambino dotato di poteri profetici, ricercato da un'entità maligna, Dr. House, dove è un teenager malato, e Smallville. Ottiene parti principali in film a basso costo (tra cui Komodo, L'isola del tesoro, Fear of the Dark), per poi col tempo recitare in film sempre più importanti. Partecipa a vari film horror; Wrong Turn, in cui è la prima vittima dei selvaggi abitanti della foresta, e L'alba dei morti viventi, nel quale interpreta uno degli assediati dagli zombi. In Transamerica, interpreta Toby, il figlio di Felicity Huffman, la protagonista.
Nel 2009 entra a far parte del cast di Gossip Girl, dove interpreta il ruolo del figlio dell'ambasciatore del Belgio, con una doppia vita come spacciatore di droga, che intreccia una relazione con Jenny Humphrey. Nel 2010 è protagonista, insieme a Miley Cyrus, nel video The Big Bang del gruppo Rock Mafia Records. Due anni dopo, è il protagonista maschile della serie televisiva Titanic - Nascita di una leggenda, al fianco di Alessandra Mastronardi.
Sempre nel 2012 entra nel cast di Shadowhunters - Città di ossa nel ruolo di Alec Lightwood.

## Vita privata
Dopo una relazione di sei anni, il 3 agosto 2013 Zegers ha sposato l'agente cinematografica Jaime Feld.
Il 20 agosto 2015 sono nate le gemelle Zoë Madison e Blake Everleigh.

## Filmografia

### Attore

#### Cinema
- Cercasi superstar (Life with Mikey), regia di James Lapine (1993)
- Il seme della follia (In the Mouth of Madness), regia di John Carpenter (1994)
- Primo esemplare (Specimen), regia di John Bradshaw (1996)
- Air Bud - Campione a quattro zampe (Air Bud), regia di Charles Martin Smith (1997)
- Nico, l'unicorno (Nico the Unicorn), regia di Graeme Campbell (1998)
- Shadow Builder, regia di Jamie Dixon (1998)
- Air Bud 2 - Eroe a quattro zampe (Air Bud: Golden Receiver), regia di Richard Martin (1998)
- L'isola del tesoro (Treasure Island), regia di Peter Rowe (1999)
- Four Days, regia di Curtis Wehrfritz (1999)
- Komodo, regia di Michael Lantieri (1999)
- The Acting Class, regia di Jill Hennessy e Elizabeth Holder (2000)
- Se cucini, ti sposo (Time Share), regia di Sharon von Wietersheim (2000)
- Jack simpatico genio (MVP: Most Valuable Primate), regia di Robert Vince (2000)
- Air Bud 3 (Air Bud: World Pup), regia di Bill Bannerman (2001)
- Air Bud 4 - Una zampata vincente (Air Bud: Seventh Inning Fetch), regia di Robert Vince (2002)
- La corsa di Virginia (Virginia's Run), regia di Peter Markle (2002)
- Fear of the Dark, regia di K.C. Bascombe (2002)
- Wrong Turn (Wrong Turn), regia di Rob Schmidt (2003)
- L'alba dei morti viventi (Dawn of the Dead), regia di Zack Snyder (2004)
- The Hollow - La notte di Ognissanti (The Hollow), regia di Kyle Newman (2004)
- Some Things That Stay, regia di Gail Harvey (2004)
- Transamerica, regia di Duncan Tucker (2005)
- Capitan Zoom - Accademia per supereroi (Zoom), regia di Peter Hewitt (2006)
- Boygirl - Questione di... sesso (It's a Boy Girl Thing), regia di Nick Hurran (2006)
- Il club di Jane Austen (The Jane Austen Book Club), regia di Robin Swicord (2007)
- Normal, regia di Carl Bessai (2007)
- The Stone Angel, regia di Kari Skogland (2007)
- Gardens of the Night, regia di Damian Harris (2008)
- The Narrows, regia di François Velle (2008)
- Fifty Dead Men Walking, regia di Kari Skogland (2008)
- The Perfect Age of Rock 'n' Roll, regia di Scott D. Rosenbaum (2009)
- Frozen, regia di Adam Green (2010)
- Vampire, regia di Shunji Iwai (2011)
- Girl Walks Into a Bar, regia di Sebastian Gutierrez (2011)
- The Entitled, regia di Aaron Woodley (2011)
- The Colony, regia di Jeff Renfroe (2013)
- Shadowhunters - Città di ossa (The Mortal Instruments: City of Bones), regia di Harald Zwart (2013)
- All the Wrong Reasons, regia di Gia Milani (2013)
- The Curse of Downers Grove, regia di Derick Martini (2015)
- Aftermath - La vendetta (Aftermath), regia di Elliott Lester (2017)
- Another Kind of Wedding, regia di Pat Kiely (2017)
- Nighthawks, regia di Grant S. Johnson (2019)

#### Televisione
- Street Legal (Street Legal) – serie TV, episodio 7x05 (1992)
- Ti voglio bene, papà (Thicker Than Blood: The Larry McLinden Story), regia di Michael Dinner – film TV (1994)
- Il silenzio del tradimento (The Silence of Adultery), regia di Steven Hilliard Stern – film TV (1995)
- La strada per Avonlea (Road to Avonlea) – serie TV, episodio 6x12 (1995)
- X-Files (The X-Files) – serie TV, episodio 3x11 (1995)
- Piccoli brividi (Goosebumps) – serie TV, episodio 2x13 (1996)
- Morte sottozero (Murder on the Iditarod Trail), regia di Paul Schneider – film TV (1996)
- Traders – serie TV, 7 episodi (1996-1997)
- La piccola Rose (Rose Hill), regia di Christopher Cain – film TV (1997)
- Una telefonata per ricordare (A Call to Remember), regia di Jack Bender – film TV (1997)
- Twice In a Lifetime – serie TV, episodio 1x07 (1999)
- So Weird - Storie incredibili (So Weird) – serie TV, episodio 2x09 (1999)
- Piovuto dal cielo (It Came from the Sky), regia di Jack Bender – film TV (1999)
- Titans – serie TV, 11 episodi (2000-2001)
- Sesso, bugie e inganni (Sex, Lies & Obsession), regia di Douglas Barr – film TV (2001)
- Smallville – serie TV, episodio 3x07 (2003)
- Dr. House - Medical Division (House, M.D.) – serie TV, episodio 1x03 (2004)
- Gioventù ribelle (The Incredible Mrs. Ritchie), regia di Paul Johansson – film TV (2004)
- Le avventure di Felicity (Felicity: An American Girl Adventure), regia di Nadia Tass – film TV (2005)
- Gossip Girl – serie TV, 10 episodi (2009-2011)
- Georgetown, regia di Mark Piznarski – episodio pilota scartato (2011)
- Titanic - Nascita di una leggenda (Titanic: Blood and Steel) – miniserie TV, 12 episodi (2012)
- Gracepoint – serie TV, 10 episodi (2014)
- Notorious – serie TV, 7 episodi (2016)
- Fear the Walking Dead – serie TV, 6 episodi (2018)
- Dirty John - serie TV, episodi 1x02-1x04-1x08 (2018-2019)
- Power - serie TV, episodi 6x08-6x09-6x15 (2019-2020)
- Rebel - serie TV, 9 episodi (2021)

#### Videoclip
- The Big Bang dei Rock Mafia (2010)

### Doppiatore
- Free Willy – serie animata, episodio 1x02 (1994)
- Allacciate le cinture! Viaggiando si impara (The Magic School Bus) – serie animata, episodi 1x03-3x09 (1994-1996)

## Doppiatori italiani
Nelle versioni in italiano delle opere in cui ha recitato, Kevin Zegers è stato doppiato da:
- Marco Vivio in Se cucini, ti sposo, Jack simpatico genio, Dr. House - Medical Division, Il club di Jane Austen, Frozen, Shadowhunters - Città di ossa
- Stefano Crescentini in Smallville, Boygirl - Questione di... sesso, Titanic - Nascita di una leggenda, Rebel
- Fabrizio De Flaviis in Transamerica, Gossip Girl, Doctor Odyssey
- Paola Majano in X-Files, Air Bud - Campione a quattro zampe
- Fabrizio Manfredi in L'alba dei morti viventi, Capitan Zoom - Accademia per supereroi
- Simone D'Andrea in Fear of the Dark
- Luigi Ferraro in Wrong Turn
- Matteo De Mojana in The Entitled
- Paolo De Santis in The Colony
- Lorenzo De Angelis in La piccola Rose
- Giorgio Milana in Titans
- Leonardo Graziano in Gioventù ribelle
- Emiliano Coltorti in Le avventure di Felicity
- Gianluca Cortesi in Aftermath - La vendetta
- Luca Mannocci in Fear the Walking Dead
- Emanuele Ruzza in Dirty John
- Andrea Beltramo in The Rookie